# Srećko Manola
Srećko Manola, bosansko-hercegovski general, * 6. oktober 1914, † 25. februar 1979.

## Življenjepis
Kot častnik trgovske mornarice je leta 1935 vstopil v KPJ. Med letoma 1937 in 1939 je kot poročnik sodeloval v španski državljanski vojni. Naslednje dve leti je preživel v francoski internaciji, nakar se je leta 1941 vrnil v Jugoslavijo in bil eden od organizatorjev NOVJ na Kordunu in Baniji.
Med vojno je bil med drugim tudi namestnik poveljnika Mornarice NOVJ. 
Po vojni je končal VVA JLA, bil nato načelnik akademije, poveljnik korpusa, načelnik uprave v Generalštabu JLA,...